# ویلی سانیول
ویلی سانیول (به فرانسوی: Willy Sagnol) بازیکن فوتبال سابق اهل فرانسه است که از سال ۲۰۰۰ تا ۲۰۰۸ میلادی عضو تیم ملی فوتبال فرانسه بوده‌است. وی در ۵۸ بازی ملی حضور داشته‌است و در بازی‌های ملی‌اش گلی به ثمر نرساند.
در فصل ۱۸–۲۰۱۷ فوتبال اروپا و بعد از اخراج کارلو آنچلوتی از بایرن مونیخ ویلی سانیول به عنوان سرمربی موقت بایرن مونیخ انتخاب شد.

## زندگی شخصی
او ازدواج کرده و دارای چهار فرزند است.

## افتخارات

### باشگاهی
موناکو
- لیگ ۱: ۰۰–۱۹۹۹
- سوپر جام فوتبال فرانسه: ۱۹۹۷

بایرن مونیخ
- بوندس‌لیگا: ۰۱–۲۰۰۰، ۰۳–۲۰۰۲، ۰۵–۲۰۰۴، ۰۶–۲۰۰۵، ۰۸–۲۰۰۷
- جام حذفی فوتبال آلمان: ۰۳–۲۰۰۲، ۰۵–۲۰۰۴، ۰۶–۲۰۰۵، ۰۸–۲۰۰۷
- لیگ قهرمانان اروپا: ۰۱–۲۰۰۰
- جام بین قاره‌ای: ۲۰۰۱

### ملی
فرانسه
- جام کنفدراسیون‌ها: ۲۰۰۱، ۲۰۰۳